# Aleuroclava sterculiae
Aleuroclava sterculiae is een halfvleugelig insect uit de familie witte vliegen (Aleyrodidae). De wetenschappelijke naam van deze soort werd voor het eerst geldig gepubliceerd door Wang en Du in 2016.